# Reguengo do Fetal
Reguengo do Fetal is een plaats (freguesia) in de Portugese gemeente Batalha en telt 2 358 inwoners (2001).